# Ранняя нидерландская живопись
Ранняя нидерландская живопись (редко старонидерландская живопись) — один из этапов Северного Возрождения, эпоха в нидерландской и, в частности, фламандской живописи, охватывающая в истории европейского искусства приблизительно столетие, начиная со второй четверти XV века. Искусство поздней готики сменяется в это время ранним Ренессансом. Если поздняя готика, появившись во Франции, создала универсальный язык художественной формы, в который внесли свою лепту и многие нидерландские мастера живописи, то в описываемый период на территории Нидерландов сформировалась чётко узнаваемая самостоятельная живописная школа, для которой была характерна реалистическая манера письма, нашедшая своё выражение прежде всего в жанре портрета.

## Исторические предпосылки

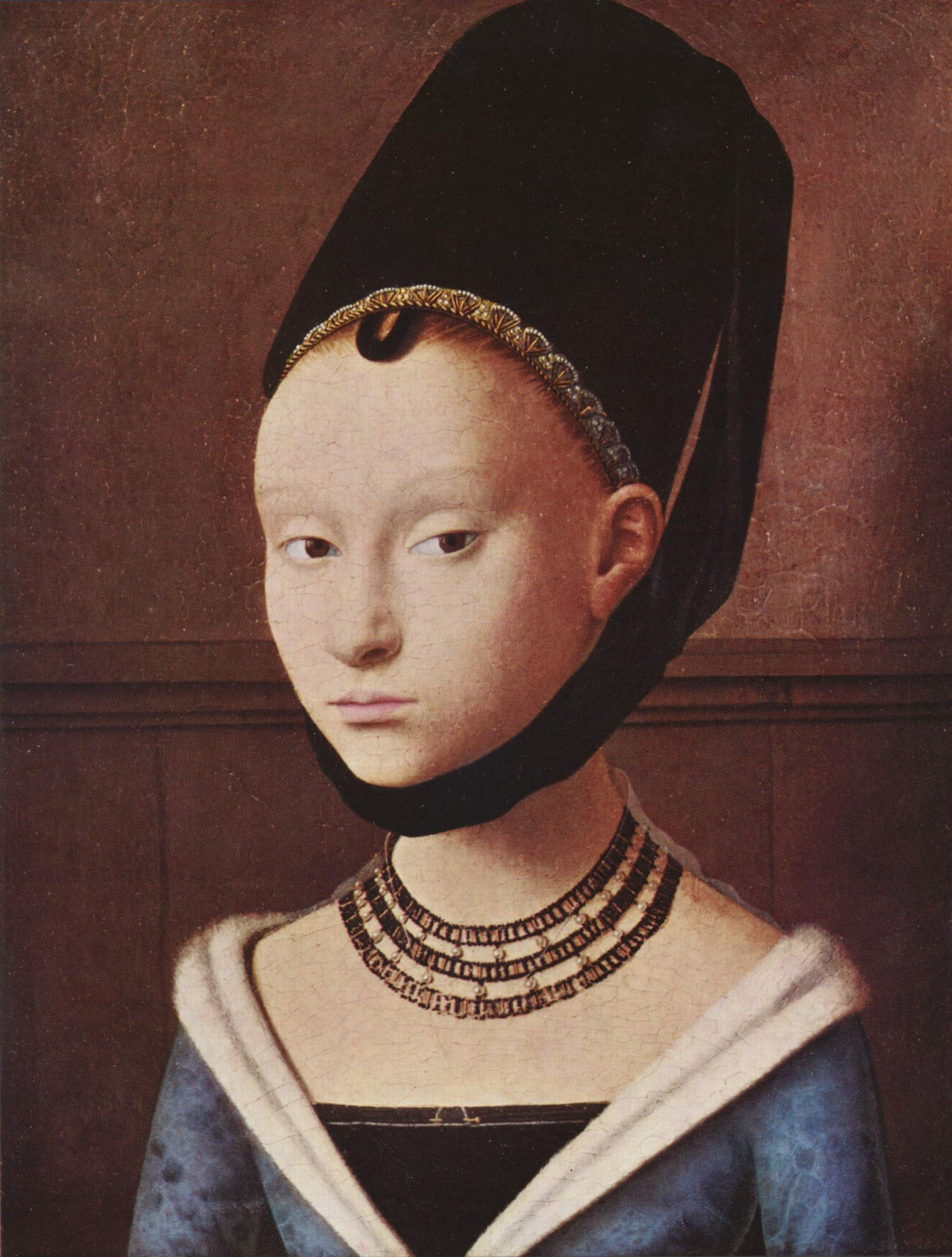
Петрус Кристус. Портрет девушки. Около 1465. Берлинская картинная галерея. Берлин

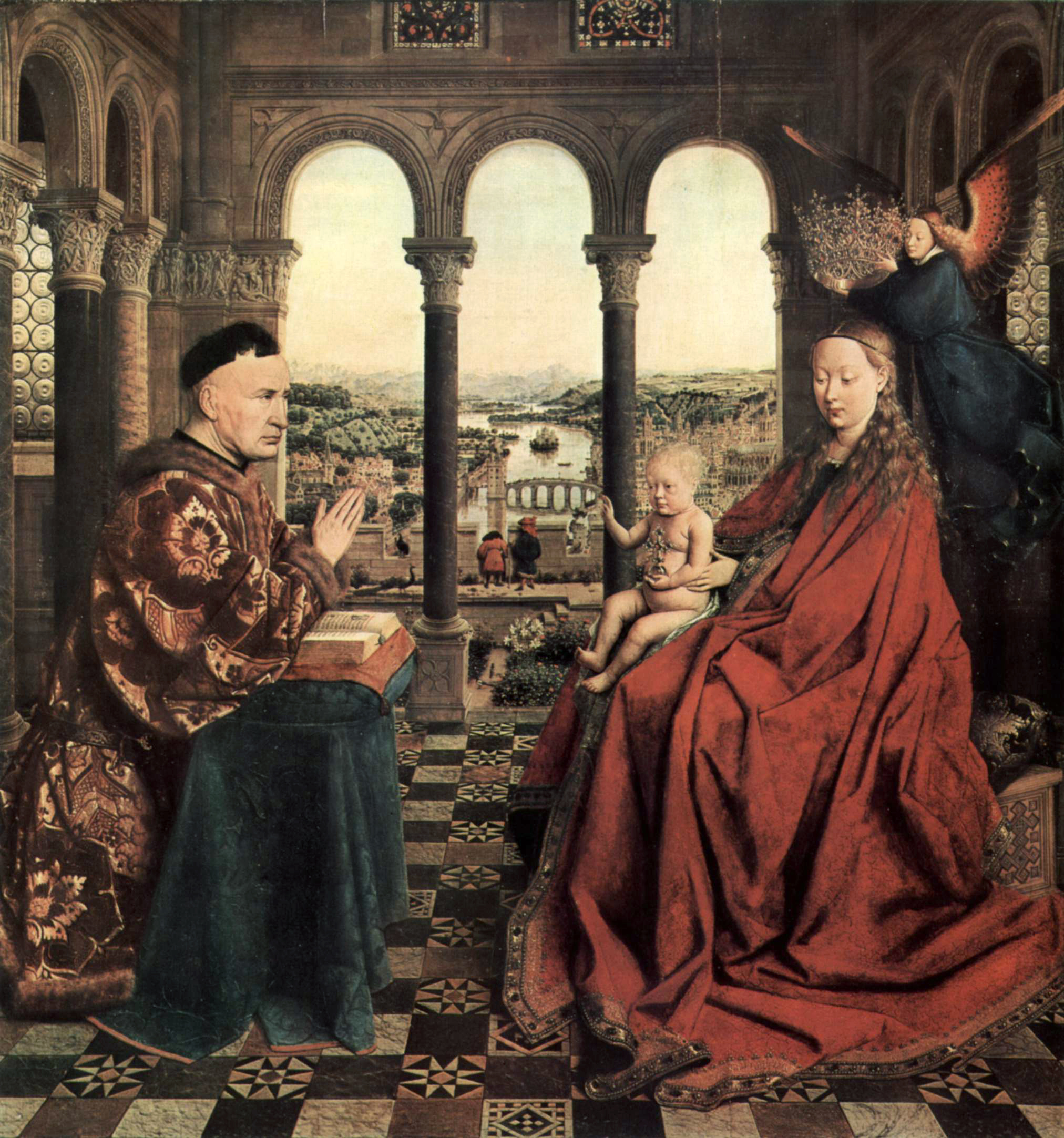
Ян ван Эйк. «Мадонна канцлера Ролена». 1435. Лувр. Париж

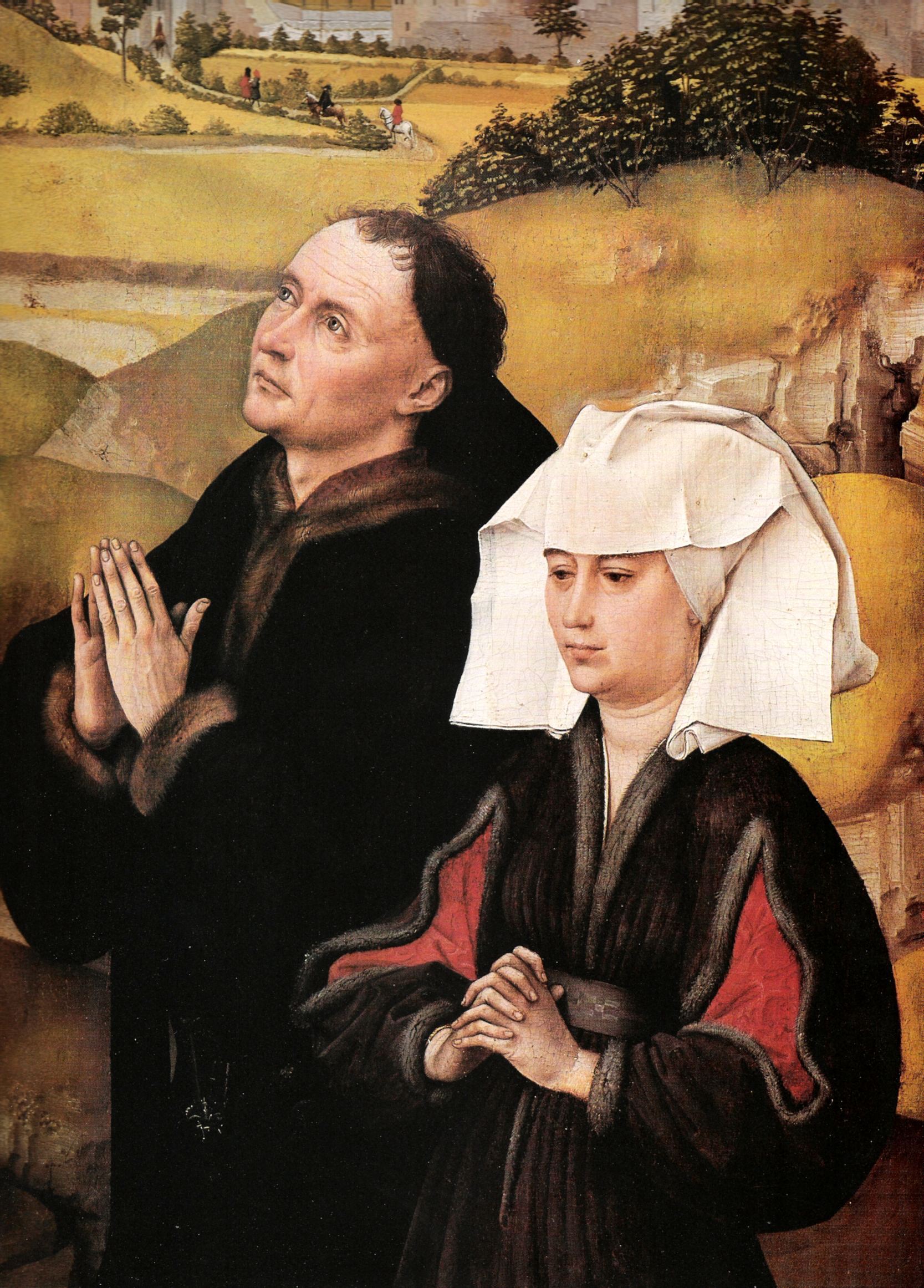
Рогир ван дер Вейден: Чета донаторов. Триптих «Распятие». Центральная панель. Около 1440—1445. Музей истории искусств. Вена

С XIV века на этих территориях происходили перемены культурно-социологического характера: на смену церкви в качестве главного заказчика произведений искусства пришли светские меценаты. Нидерланды как центр искусства стали оттеснять искусство поздней готики при французском дворе.
Нидерланды связывала с Францией и общая Бургундская династия, поэтому фламандские, валлонские и голландские художники без труда находили себе работу во Франции при дворах Анжу, Орлеана, Берри и самого французского короля. Выдающиеся мастера интернациональной готики, братья Лимбург из Гельдерна по своей сути были французскими художниками. За редким исключением в лице Мельхиора Брудерлама на родине, в Нидерландах, оставались лишь живописцы рангом пониже.
После битвы при Азенкуре в 1415 году и смерти герцога Беррийского Жана Валуа герцог Бургундии Филипп Добрый вернулся во Фландрию. Переехавший с ним во Фландрию бургундский двор создал для местных художников наилучшие условия для творчества на родине. Необходимость уезжать во Францию отпала. Стали формироваться региональные художественные школы. Если раньше мастерство исключительных талантов Жана де Бондоля, Жана Малуэля или братьев Лимбург взрастало на почве «интернационального стиля», то теперь франко-фламандские художники стали нидерландцами. Эрвин Панофски даже говорил о «репатриации фламандского гения». Новое поколение нидерландских художников отказалось от универсального языка готических форм и потому рассматривается как специфическая нидерландская школа.
Богатство торговых центров сыграло свою роль в этом развитии, ведущие художественные мастерские теперь находились совсем близко. Расцвет фламандских и брабантских городов Брюгге, Антверпена, Гента, Брюсселя, Ипра, Мехелена и Лёвена позволил местным богачам конкурировать на равных с князьями, не уступая им ни в богатстве, ни во власти. Эта третья группа заказчиков и меценатов наряду со знатью и церковью оказывала влияние на выбор тем для живописных произведений. Но и религиозные произведения искусства, как, например, алтарные картины, церковь не заказывала часто напрямую, а получала от купеческих гильдий.
Благодаря заказам живописных произведений, которые демонстрировались в представительских целях в домах, возник абсолютно новый жанр искусства — портретная живопись, которая привнесла в искусство элемент индивидуализации, полностью соответствовавший велению времени.

## Характерные черты

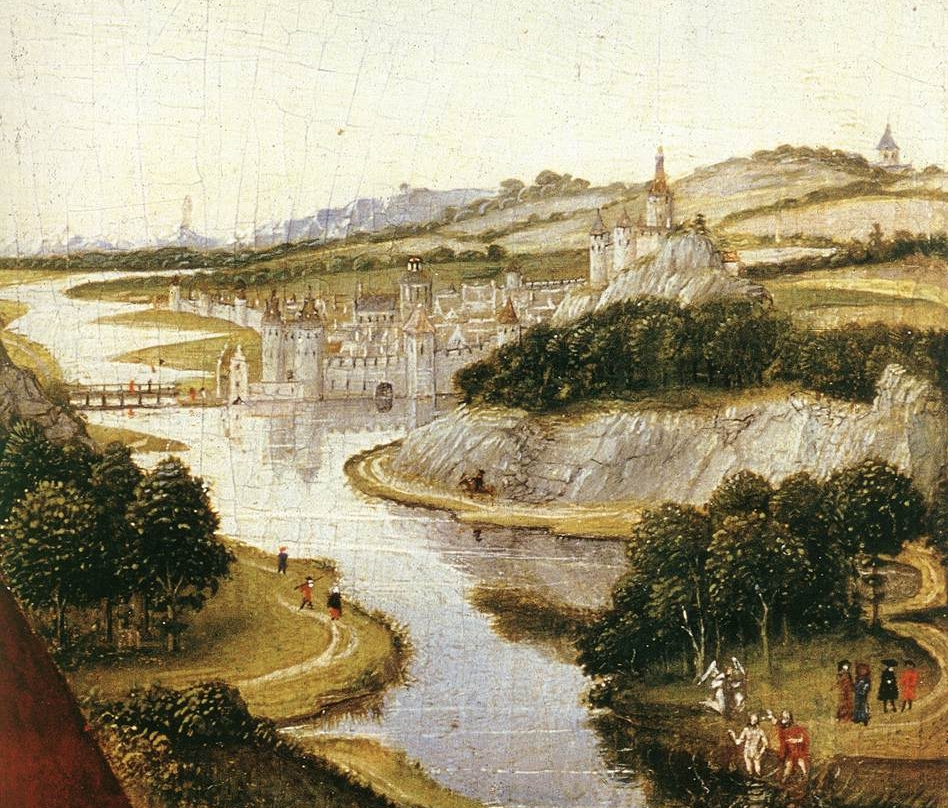
Рогир ван дер Вейден. Пейзаж на триптихе семьи Брак. Около 1450. Лувр. Париж

В XV веке при дворах герцогов бургундских в Дижоне, Брюгге и Турне появилась собственная художественная школа, сочетавшая готику и Ренессанс. Некоторые историки искусства видят её корни во французско-фламандской книжной миниатюре, например, в творчестве Жана Пюселя или братьев Лимбург.
Эти произведения живописи резко отличаются от своих готических предшественников почти фотографическим реализмом. Импульс, полученный от раннего и зрелого итальянского Возрождения, в соединении с местными традициями привёл к формированию самостоятельного, абсолютно нового художественного языка. Нидерландское внимание к природе выразилось в пейзажной живописи. Сначала золотой фон средневековых картин сменили реалистичные ландшафты, а затем пейзаж стал самостоятельным жанром в искусстве.
Точность в наблюдении явлений природы распространилась и на изображение человеческого тела. Изображение обнажённых Адама и Евы на Гентском алтаре Яна ван Эйка отличает естественность, невиданная с античных времён. В отличие от итальянских художников, увлекавшихся в своих изображениях обнажённой натуры анатомическими деталями, Ян ван Эйк изучал поверхность и движение человеческого тела и отражал до мельчайших подробностей в своих работах.
Новизна ранней нидерландской живописи заключалась, с одной стороны, в детализированном описании поверхностей предметов, а с другой стороны, в пластичности, достигаемой за счёт точно подмеченных и удачно применяемых световых эффектов. В основу нового стиля легла новая живописная техника — масло.
До Робера Кампена и ван Эйков и нидерландская и фламандская живопись ориентировались на интернациональную готику, которую чаще называют «прекрасным» или «мягким стилем». Даже самые крупные мастера ещё долгое время не могли полностью освободиться от этого влияния, вытянутые фигуры и богатые складками одеяния явно свидетельствуют о более древних живописных традициях. В общем ранней нидерландской живописи до XV века в настоящее время уделяется мало внимания. Картины считаются провинциальными и второразрядными, во многих публикациях по истории искусства ранняя нидерландская живопись рассматривается только начиная с Флемальского мастера.
У истоков ранней нидерландской живописи, понимаемой в узком смысле, стоит Ян ван Эйк, который в 1432 году закончил работу над своим главным шедевром — Гентским алтарём. Ещё современники считали работы Яна ван Эйка и других фламандских художников «новым искусством», чем-то совершенно новым. Хронологически старонидерландская живопись развивалась приблизительно в одно время с итальянским Ренессансом.
С появлением портрета светская, индивидуализированная тема стала впервые главным мотивом живописи. Жанровые картины и натюрморты совершили свой прорыв в искусстве лишь в период нидерландского барокко XVII века. Буржуазный характер ранней нидерландской живописи говорит о наступлении Нового времени. Всё чаще заказчиками помимо дворянства и клира выступала богатая знать и купечество. Человек на картинах больше не идеализировался. Перед зрителем предстают настоящие люди со всеми своими человеческими недостатками. Морщины, мешки под глазами, — всё без прикрас натурально изображалось на картине. Святые больше не обитали исключительно в храмах, они входили и в дома горожан.

## Художники

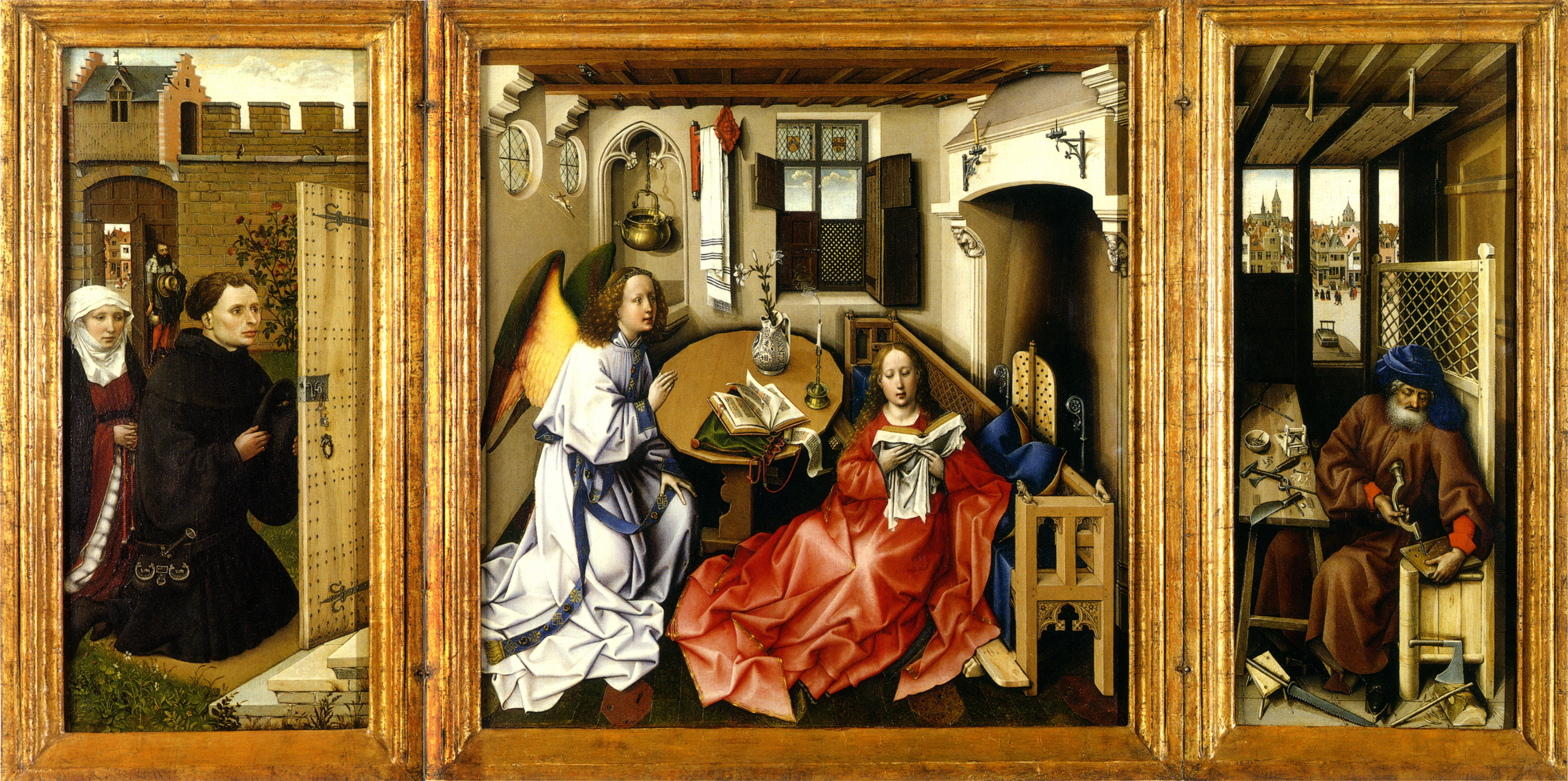
Робер Кампен (авторство оспаривается). Алтарь семьи Мероде. 1425—1428. Музей Клойстерс, Нью-Йорк

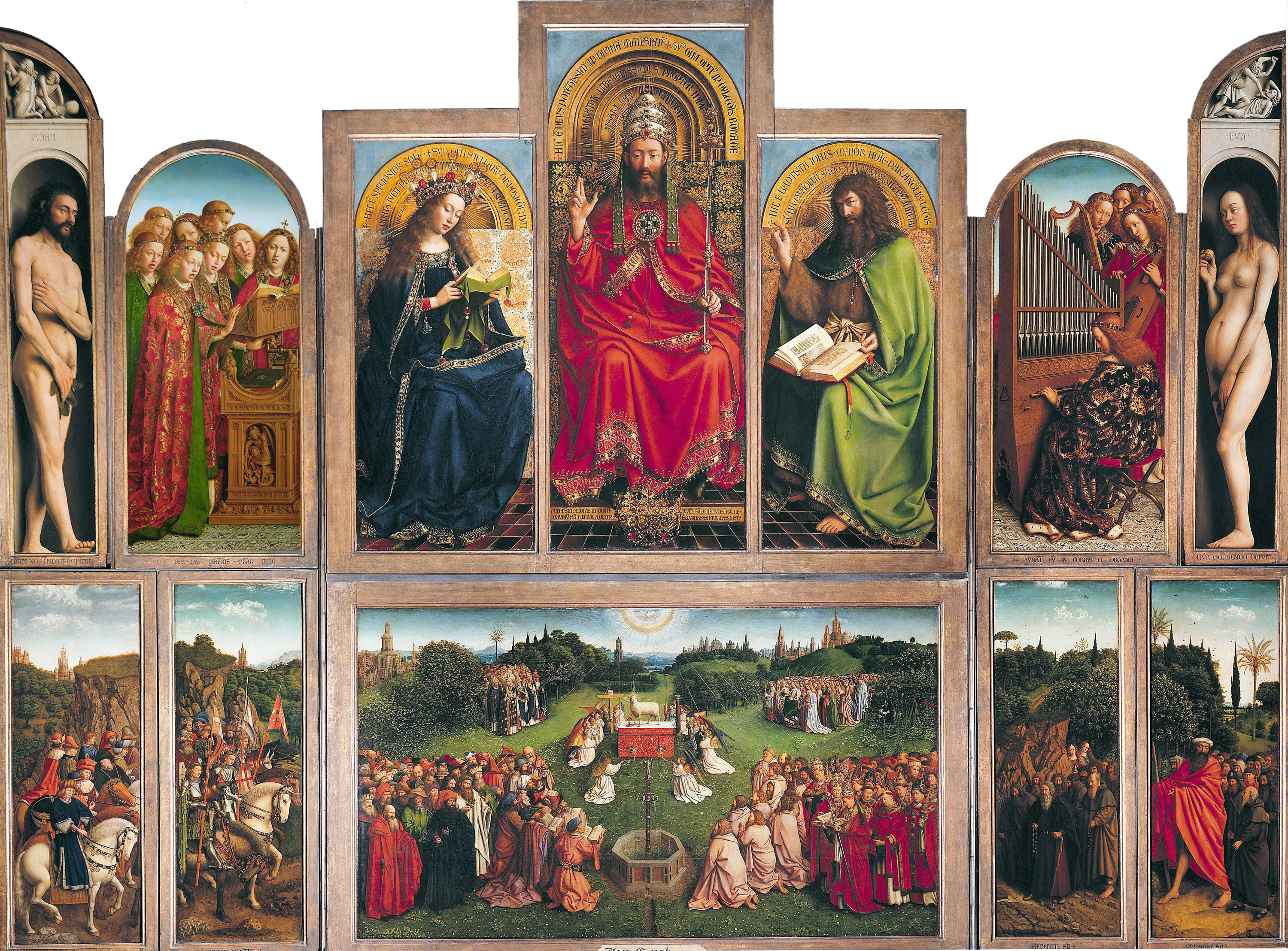
Ян ван Эйк. Гентский алтарь. 1432. Собор Святого Бавона. Гент

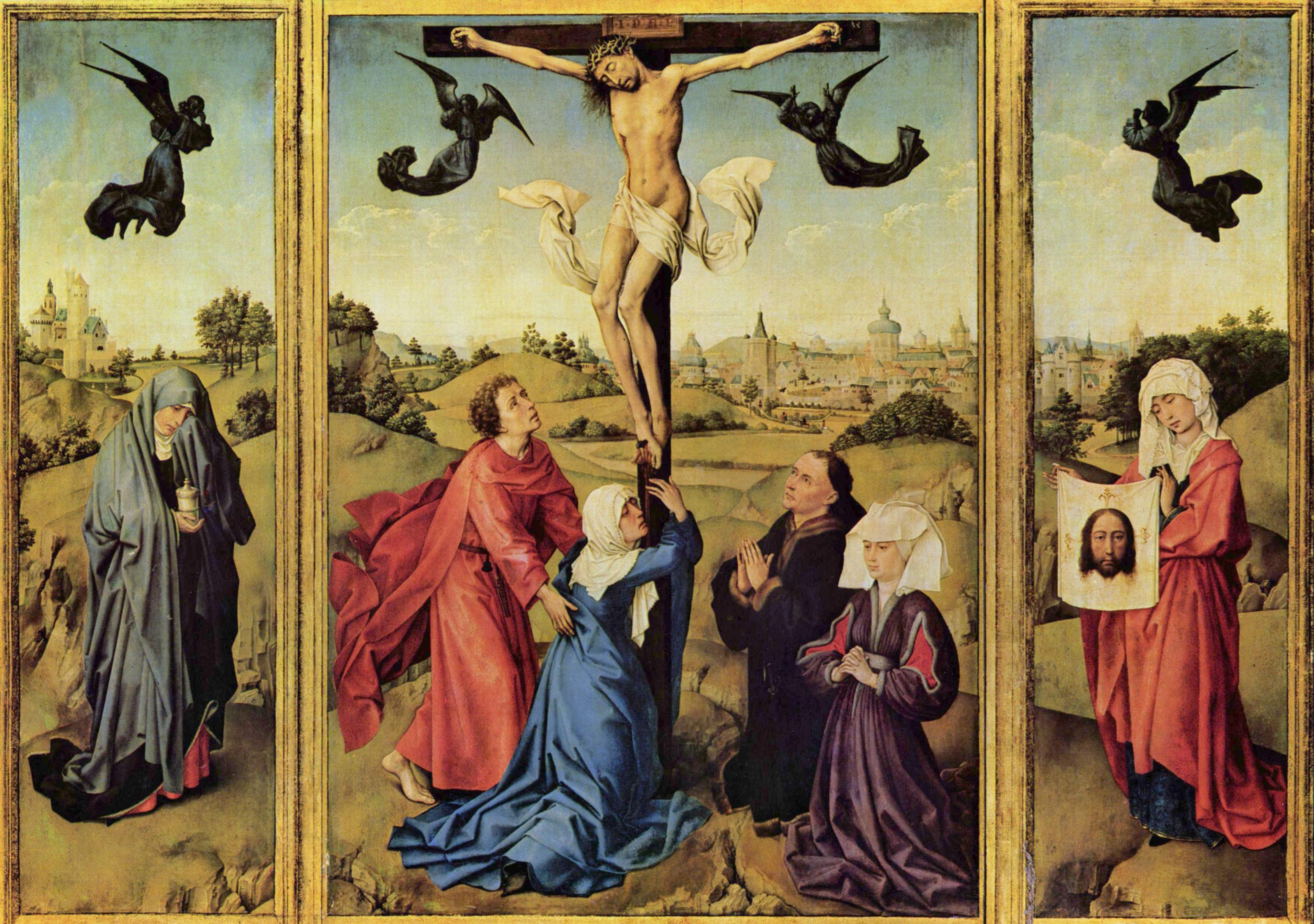
Рогир ван дер Вейден. Распятие. 1440—1445. Музей истории искусств. Вена

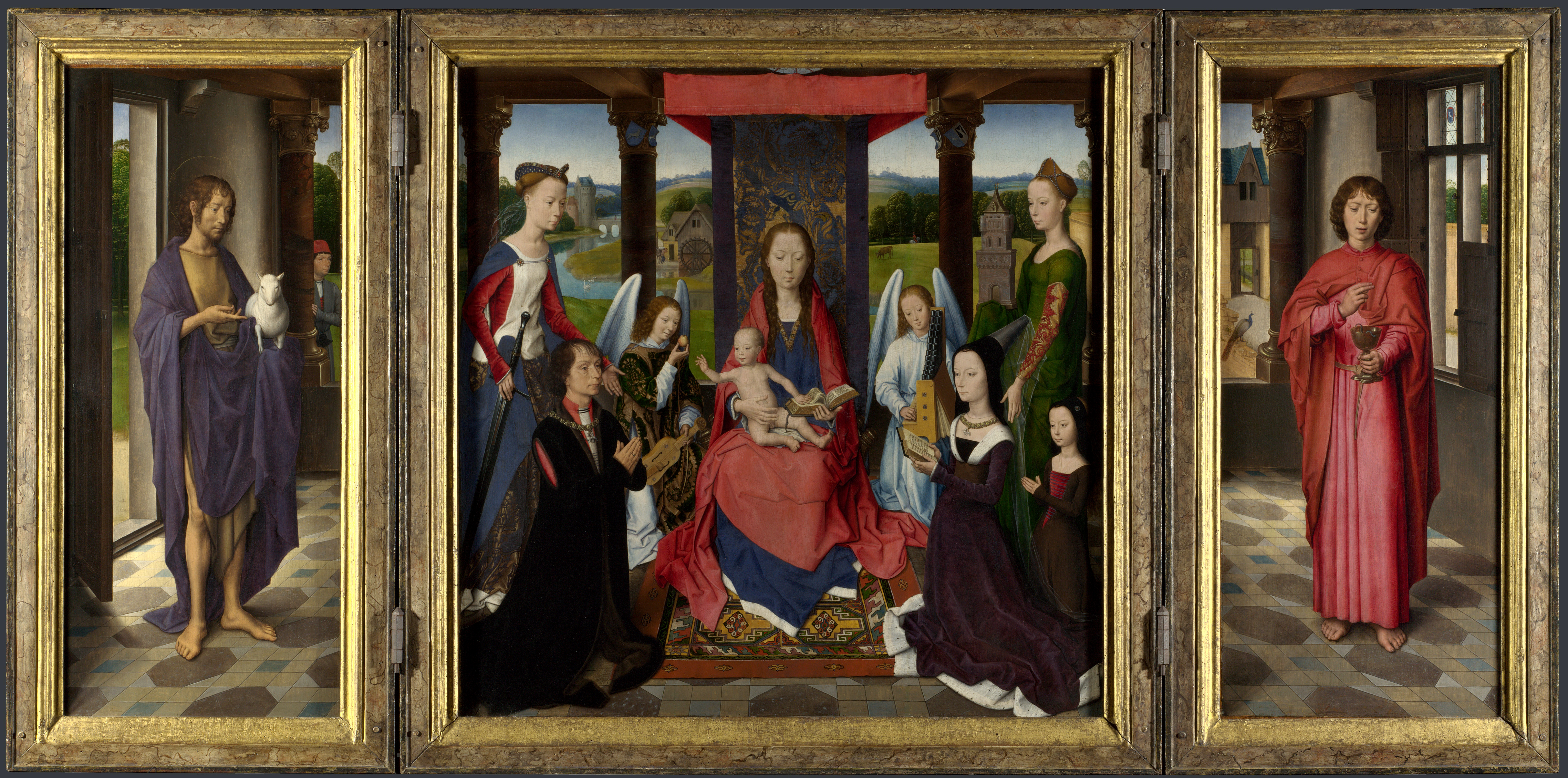
Ханс Мемлинг. Алтарь Девы Марии. Около 1468. Национальная галерея. Лондон

Одним из самых первых представителей новых художественных взглядов наряду с Яном ван Эйком считается Флемальский мастер, которого в настоящее время идентифицируют как Робера Кампена. Его главная работа — алтарь (или триптих) Благовещенья (другое название: алтарь Мероде; около 1425), ныне хранится в музее Клойстерс в Нью-Йорке.
Уже долгое время подвергается сомнению сам факт существования у Яна ван Эйка брата Хуберта. Новейшие исследования показали, что упоминаемый лишь в нескольких источниках Хуберт ван Эйк был всего лишь посредственным художником гентской школы, который не имел ни родственного, ни какого-либо иного отношения к Яну ван Эйку.
Учеником Кампена считается Рогир ван дер Вейден, который, вероятно, принимал участие в работе над триптихом Мероде. В свою очередь он оказал влияние на Дирка Боутса и Ханса Мемлинга. Современником Мемлинга был Хуго ван дер Гус, впервые упоминаемый в 1465 году.
Из этого ряда выделяется самый загадочный художник этого времени Иероним Босх, чьё творчество до сих пор не получило однозначного толкования.
Рядом с этими великими мастерами заслуживают упоминания такие ранние нидерландские художники, как Петрус Кристус, Ян Провост, Колин де Котер, Альберт Боутс, Госвин ван дер Вейден и Квентин Массейс.
Ярким явлением стало творчество художников из Лейдена: Корнелиса Энгелбрехтсена и его учеников Артгена ван Лейдена и Лукаса ван Лейдена.
До настоящего времени сохранилась лишь малая толика работ ранних нидерландских художников. Бессчётное количество картин и рисунков пали жертвой иконоборчества во времена реформации и войн. Кроме того многие работы получили серьёзные повреждения и нуждаются в дорогостоящей реставрации. Некоторые произведения сохранились лишь в копиях, большинство же утеряно навсегда.
Творчество ранних нидерландцев и фламандцев представлено в крупнейших художественных музеях мира. Но некоторые алтари и картины по-прежнему находятся на своих старых местах — в церквях, соборах и замках, как, например, Гентский алтарь в соборе Святого Бавона в Генте. Однако посмотреть на него теперь можно только через толстое бронированное стекло.

## Влияние

### Италия

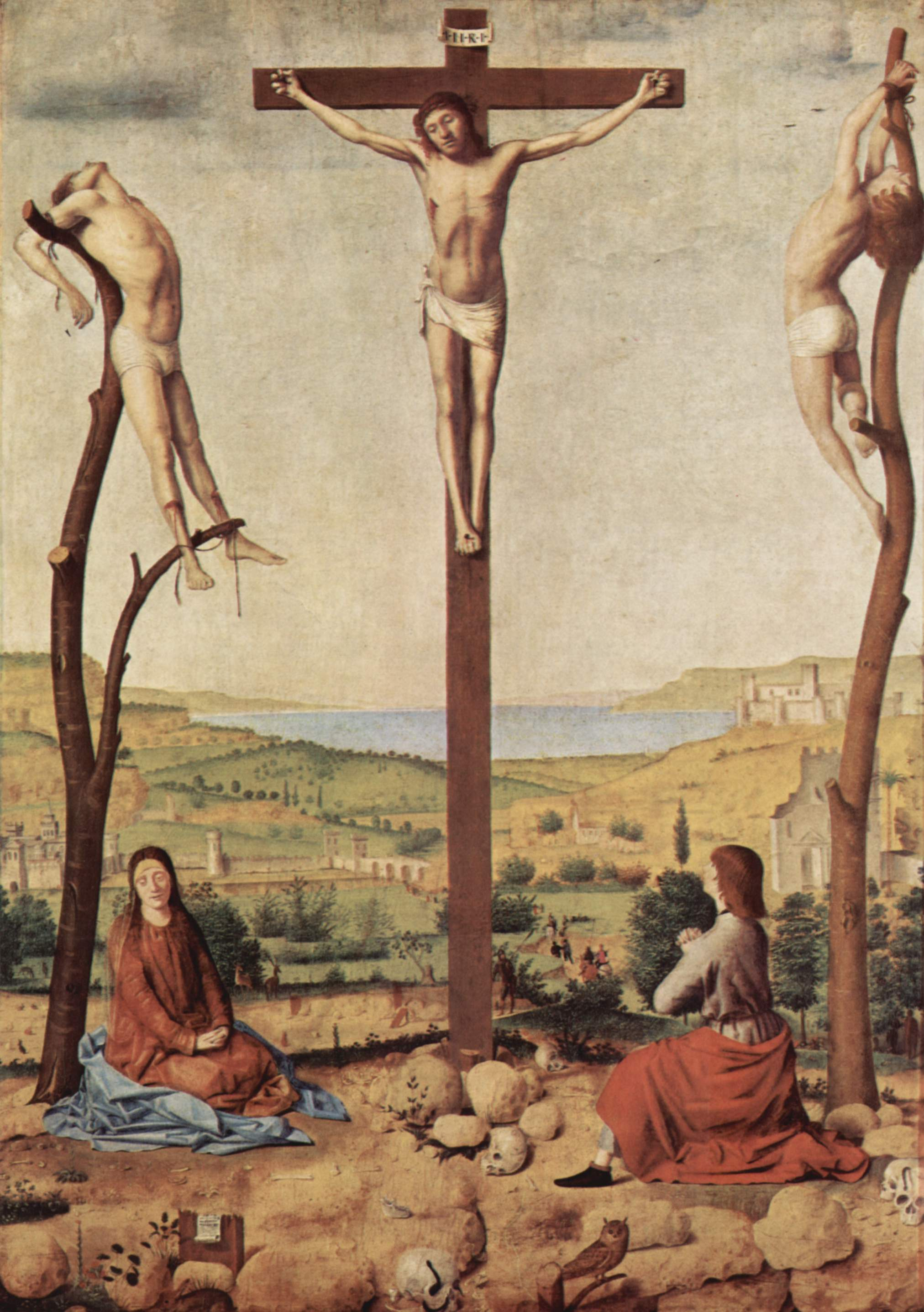
Антонелло да Мессина. Распятие. 1475. Королевский музей изящных искусств. Антверпен

На родине Ренессанса, в Италии, Ян ван Эйк пользовался большим уважением. Через несколько лет после смерти художника гуманист Бартоломео Фацио даже назвал ван Эйка «князем среди живописцев столетия».
В то время как итальянские мастера использовали сложные математические и геометрические средства, в частности, систему перспективы, фламандцам удавалось правильно отображать «реальность» без особого, как кажется труда. Действие на картинах уже не происходило как в готике одновременно на одной сцене. Помещения изображаются в соответствии с законами перспективы, а пейзажи перестали быть схематичным фоном. Широкий, детально прорисованный фон уводит взгляд в бесконечность. И одежда, и мебель, и предметы обстановки отображались с фотографической точностью.
Фламандская манера (итал. maniera Fiamminga) оказала огромное влияние на искусство итальянского кватроченто. Антонелло да Мессина даже долгое время считался непосредственным учеником Яна ван Эйка. Итальянские коллекционеры живописи заказывали многочисленные картины у северных мастеров, меценаты предоставляли молодым художникам возможность обучения во фламандских мастерских.
Ван Эйк долгое время считался создателем масляной живописи. В действительности его картины выполнены в смешанной технике: традиционная темпера дополнена элементами масляной техники. Мастер также использовал в качестве вяжущего средства терпентинные масла (белый лак). За счёт них краска высыхает значительно быстрее и приобретает большую сочность цвета. Эти новации были быстро подхвачены другими европейскими художниками.
Наряду с удивительной сочностью красок на итальянцев произвело особое впечатление «внутреннее благочестие» фламандцев. На итальянскую живопись наложил отпечаток гуманизм, северному искусству удалось соединить натурализм с глубокой религиозностью.

### Германия

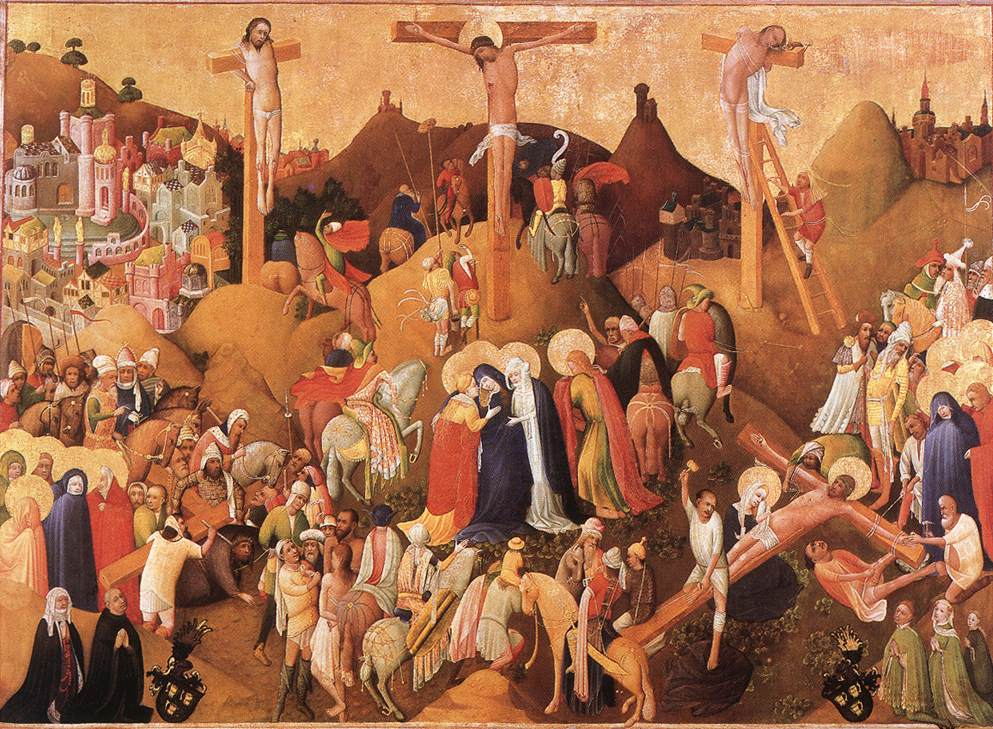
Голгофа Вассерфассов. Около 1420—1430. Музей Вальрафа-Рихарца. Кёльн

Новое художественное направление, которому было суждено вместе с итальянской живописью определить судьбу европейского искусства почти на два столетия, естественно, проникло и в соседнюю Германию. Джорджо Вазари даже считал Альбрехта Дюрера и его предшественника Мартина Шонгауэра фламандцами. И действительно творчество обоих художников невозможно представить без нидерландского влияния.
Дюрер учился у Михаэля Вольгемута, который, состоя в свою очередь в учениках у Ганса Плейденвурфа, испытал сильное влияние нидерландской живописной техники. В 1520—1521 годах во время своего путешествия по Нидерландам великий сын Нюрнберга получил возможность обучиться фламандскому искусству на месте.
Одной из самых ранних немецких картин во фламандской манере считается «Голгофа Вассерфассов». Ещё более явным бургундско-фламандское влияние ощущается у Стефана Лохнера. Благодаря территориальной близости Кёльн и регион Нижнего Рейна испытали особо сильное влияние нидерландского искусства. В 1455 году представитель кёльнской знати Годдерт фон дем Вассерфасс заказал Рогиру ван дер Вейдену «Алтарь Колумбы» (иначе «Алтарь трёх королей»), который в настоящее время хранится в Старой пинакотеке Мюнхена.

### Испания

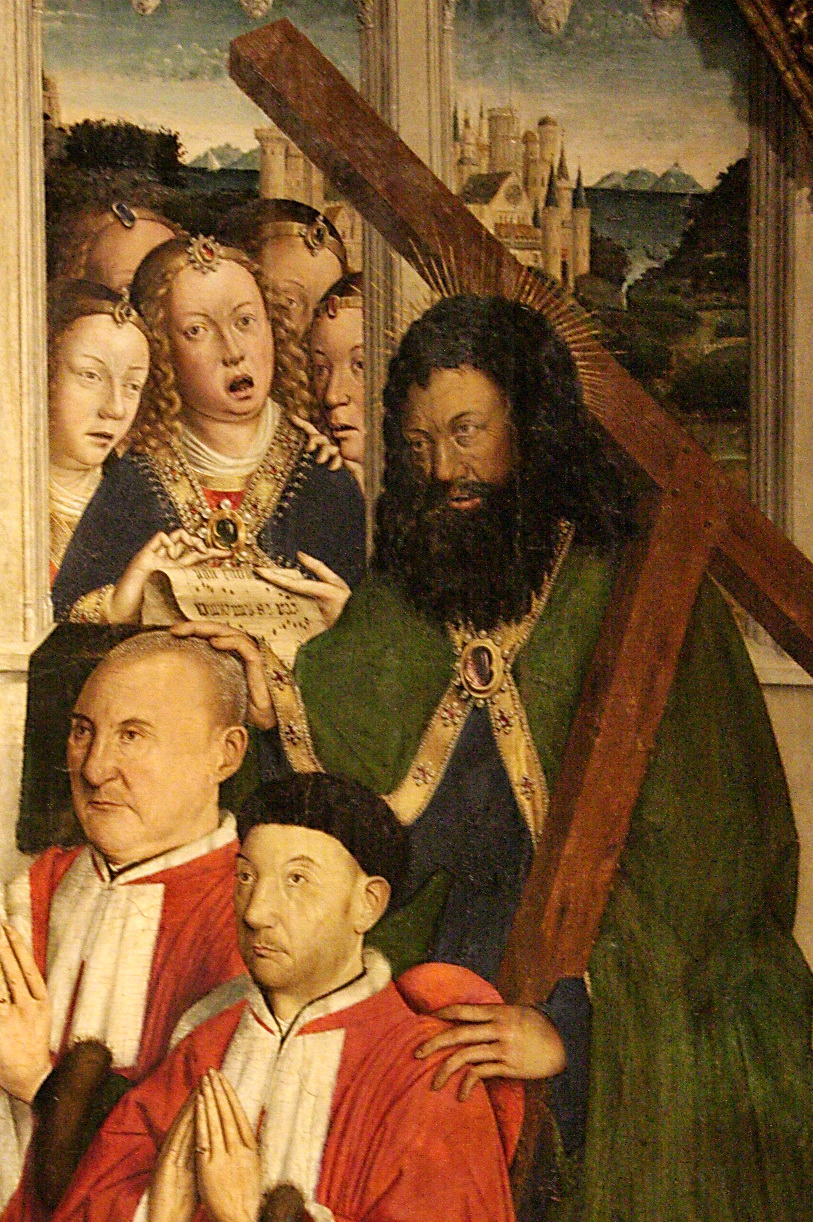
Луис Далмау. Мадонна на троне. Фрагмент. 1445. Национальный музей искусства Каталонии. Барселона

Первые свидетельства распространения северной техники живописи в Испании обнаруживаются в королевстве Арагон, в которое входили Валенсия, Каталония и Балеарские острова. Король Альфонс V ещё в 1431 году отправил своего придворного художника Луиса Далмау во Фландрию. В 1439 году в Валенсию переехал со своей мастерской художник из Брюгге Луис Алимброт (Luís Alimbrot, Lodewijk Allyncbrood). Ян ван Эйк вероятно посетил Валенсию ещё в 1427 году в составе бургундской делегации.
Валенсия, на тот момент один из наиболее значительных центров Средиземноморья, притягивала художников со всей Европы. Помимо традиционных художественных школ «интернационального стиля» здесь встречались мастерские работавшие как во фламандском, так и в итальянском стиле. Здесь получило развитие так называемое «испано-фламандское» направление искусства, основными представителями которого считаются Бартоломе Бермехо, Хайме Уге и Родриго де Осона.
В Кастильском королевстве влияние северной живописи также проявилось достаточно рано. Но местные художники использовали в качестве основы для своих картин пиниевые панели вместо обычных дубовых и по-прежнему отдавали предпочтение темпере. Отличительной чертой живописи Кастилии и Арагона является «расточительство» в использовании листового золота и золотого порошка. Другой особенностью является богатая орнаментика и масштабность размеров испанских ретабло.
Кастильские короли владели несколькими известными произведениями Рогира ван дер Вейдена, Ханса Мемлинга и Яна ван Эйка. Кроме того, придворным портретистом королевы Изабеллы стал приезжий художник Хуан де Фландес («Ян из Фландрии», фамилия неизвестна), заложивший основы реалистической школы испанского придворного портрета.

### Португалия

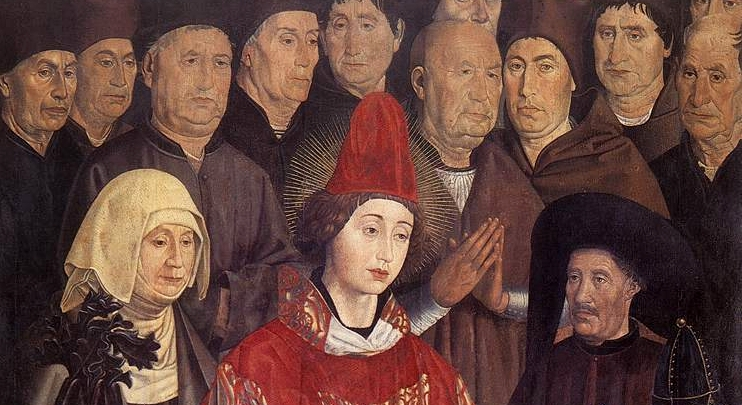
Нуньо Гонсалвеш: Алтарь св. Винсента. Фрагмент. Около 1460. Национальный музей древнего искусства. Лиссабон

Самостоятельная школа живописи возникла в Португалии во второй половине XV века в лиссабонской мастерской придворного художника Нуньо Гонсалвеша. Творчество этого художника находится в полной изоляции: у него, как представляется, не было ни предшественников, ни последователей. Фламандское влияние ощущается в частности в его полиптихе «Святой Винсент».